# ロスト・ドーター
『ロスト・ドーター』（The Lost Daughter）は2021年のアメリカ合衆国・イギリス・イスラエル・ギリシャのドラマ映画。監督はマギー・ギレンホール、主演はオリヴィア・コールマンが務めた。本作はエレナ・フェッランテが2006年に上梓した小説『La figlia oscura』を原作としている。2021年12月17日から一部の劇場で公開され、12月31日からNetflixで独占配信された。

## ストーリー
レダ・カルーソはバカンスでギリシャにある海辺の町を訪れていた。レダがビーチでのんびりしていると、そこに子連れの女性（ニーナ）がやって来た。娘と接するニーナの姿を見た瞬間、レダの脳裏に若い頃の暗い記憶が不意に蘇ってしまう。その記憶には母親としての使命を全うできなかったという悔恨が纏わりついていた。

## キャスト
※括弧内は日本語吹替。
- レダ・カルーソ：オリヴィア・コールマン（山像かおり[3]）
  - 若い頃のレダ・カルーソ：ジェシー・バックリー（瀬戸麻沙美[3]）
- ニーナ：ダコタ・ジョンソン（白石涼子[3]）
- ハーディ教授：ピーター・サースガード（落合弘治）
- ライル：エド・ハリス（山内健嗣）
- ウィル：ポール・メスカル（渡部俊樹）
- キャリー：ダグマーラ・ドミンスク（和優希）
- トニー：オリヴァー・ジャクソン＝コーエン（田中智士）
- ジョー：ジャック・ファーシング（赤石考）
- 女性：アルバ・ロルヴァケル

## 製作
2018年10月5日、マギー・ギレンホールがエレナ・フェッランテの小説『La figlia oscura』の映画権を獲得し、自らメガホンをとる意向であると報じられた。2020年2月12日、オリヴィア・コールマン、ジェシー・バックリー、ダコタ・ジョンソン、ピーター・サースガードの起用が発表された。8月、ポール・メスカルの出演が決まった。11月、エド・ハリス、オリヴァー・ジャクソン＝コーエン、アルバ・ロルヴァケル、ジャック・ファーシング、ダグマーラ・ドミンスクがキャスト入りした。

### 撮影・音楽
2020年10月、本作の主要撮影がギリシャで行われた。2021年8月16日、ディコン・ハインクリフェが本作で使用される楽曲を手掛けるとの報道があった。12月10日には本作のサウンドトラックが、23日にはオリジナルの劇中歌を収録したアルバムが発売された。

## 公開・マーケティング
2021年8月5日、Netflixが本作の全米配信権を獲得したと報じられた。9月3日、本作は第78回ヴェネツィア国際映画祭でプレミア上映され、4分間のスタンディングオベーションを受けた。4日にはテルライド映画祭でも上映された。10月、Netflixはベネルクス三国、イギリス、ドイツにおける本作の配信権を追加で購入した。同月19日、本作のオフィシャル・トレイラーが公開された。

## 評価

### 批評家の評価
本作は批評家から絶賛されている。映画批評集積サイトのRotten Tomatoesには160件のレビューがあり、批評家支持率は96%、平均点は10点満点で8点となっている。サイト側による批評家の見解の要約は「マギー・ギレンホールは映画監督として確たる第一歩を踏み出したと言える。『ロスト・ドーター』は魅力あふれる俳優たちを見事にまとめ上げ、大胆不敵なストーリーを展開することに成功した。」となっている。また、Metacriticには43件のレビューがあり、加重平均値は85/100となっている。

### 受賞・ノミネート一覧
| 賞                             | カテゴリ                | 対象 | 結果       | Ref.          |
| ------------------------------ | ----------------------- | --- | ---------- | ------------- |
| ヴェネツィア国際映画祭         | 脚本賞                  | マギー・ギレンホール                                                                                         | 受賞       | [ 20 ]        |
| ゴッサム賞                     | 作品賞                  | チャーリー・ドーフマン、マギー・ギレンホール、オスナット・ハンデルスマン＝ケレン、タリア・クレインヘンドラー | 受賞       | [ 21 ] [ 22 ] |
| ゴッサム賞                     | ブレイクスルー監督賞    | マギー・ギレンホール                                                                                         | 受賞       | [ 21 ] [ 22 ] |
| ゴッサム賞                     | 脚本賞                  | マギー・ギレンホール                                                                                         | 受賞       | [ 21 ] [ 22 ] |
| ゴッサム賞                     | 主演俳優賞              | オリヴィア・コールマン                                                                                       | タイ受賞   | [ 21 ] [ 22 ] |
| ゴッサム賞                     | 助演俳優賞              | ジェシー・バックリー                                                                                         | ノミネート | [ 21 ] [ 22 ] |
| ニューヨーク映画批評家協会賞   | 第一回作品賞            | マギー・ギレンホール                                                                                         | 受賞       | [ 23 ]        |
| ワシントンD.C.映画批評家協会賞 | 主演女優賞              | オリヴィア・コールマン                                                                                       | 受賞       | [ 24 ]        |
| ボストン映画批評家協会賞       | 助演女優賞              | ジェシー・バックリー                                                                                         | 受賞       | [ 25 ]        |
| ボストン映画批評家協会賞       | 新人映画人賞            | マギー・ギレンホール                                                                                         | 受賞       |               |
| ユタ映画批評家協会賞           | 主演女優賞              | オリヴィア・コールマン                                                                                       | 次点       | [ 26 ]        |
| ユタ映画批評家協会賞           | 脚色賞                  | マギー・ギレンホール                                                                                         | 次点       |               |
| 全米映画批評家協会賞           | 助演女優賞              | ジェシー・バックリー                                                                                         | 3位        | [ 27 ]        |
| ゴールデングローブ賞           | 監督賞                  | マギー・ギレンホール                                                                                         | ノミネート | [ 28 ] [ 29 ] |
| ゴールデングローブ賞           | 主演女優賞 (ドラマ部門) | オリヴィア・コールマン                                                                                       | ノミネート | [ 28 ] [ 29 ] |
| 全米映画俳優組合賞             | 主演女優賞              | オリヴィア・コールマン                                                                                       | 未決定     | [ 30 ]        |
| 英国アカデミー賞               | 助演女優賞              | ジェシー・バックリー                                                                                         | 未決定     | [ 31 ]        |
| 英国アカデミー賞               | 脚色賞                  | マギー・ギレンホール                                                                                         | 未決定     | [ 31 ]        |
| アカデミー賞                   | 主演女優賞              | オリヴィア・コールマン                                                                                       | 未決定     | [ 32 ]        |
| アカデミー賞                   | 助演女優賞              | ジェシー・バックリー                                                                                         | 未決定     | [ 32 ]        |
| アカデミー賞                   | 脚色賞                  | マギー・ギレンホール                                                                                         | 未決定     | [ 32 ]        |